# Добромир Тонев
Добромир Маринов Тонев е български поет и редактор.

## Биография
Роден е на 15 октомври 1955 г. в Ямбол. След завършване на средно образование в Ямбол следва българска филология в Пловдивския университет „Паисий Хилендарски“, където се дипломира през 1979 г.
Повече от 20 години работи като редактор в ДИ „Христо Г. Данов“ в Пловдив.
Редактор е на книги на мнозина български автори. През 1989 г. е редактор на стихосбирката „Брод“ на Иван Методиев.
Съставител на лирични сборници (Поетически сборник – 1998; Антология на пловдивската любовна лирика – 1996; Друга вода – 1998). Журира национални литературни конкурси. Ръководител на литературен клуб „Гео Милев“ и основател на Пловдивска поетическа академия (носеща сега неговото име).
Обича често да отсяда в кръчмите „Стария Пловдив“, „Стария Дакел“ и ТВ-клуба.
Добромир Тонев умира в Пловдив на 24 март 2001 г. 

## Памет
В памет на Добромир Тонев през 2010 година на негово име е учреден Национален поетичен конкурс за творци до 45 годишна възраст със съдействието на Община Пловдив и Поетическа академия „Добромир Тонев“. Надпреварата се провежда на конкурсен принцип и се състои ежегодно в родния град на поета. Всяка година на отличените лауреати се присъжда, първа, втора и трета награда, Първите три години при провеждането му се връчват и три специални награди за творби посветени на патронът на националния литературен конкурс за поезия. 

## Творчество
В годината на завършване на висшето образование излиза първата му стихосбирка – Белег от подкова, която е отличена с националната награда за дебют и Добромир Тонев е приет за член на Съюза на българските писатели.
Поезията му е превеждана на руски, полски, унгарски, английски, италиански, испански и немски език.
Следващи негови книги са:
- Нежна машина – поезия, 1984, с награда на СБП за поезия;
- Свиждане със светлината – поезия, 1990
- Арго – поезия, 1994
- Под седлото на Пегаса – поетични шаржове за известни пловдивчани, 1998
- Крахът на един кокошарник – хумористична новела, 2000
- Обратната страна на иконата – посмъртно, фрагменти, 2001
- Голямата лудница – посмъртно, лирични злободневки, 2002